# Liste der Fahnenträger der burkinischen Mannschaften bei Olympischen Spielen
Die Liste der Fahnenträger der burkinischen Mannschaften bei Olympischen Spielen listet chronologisch alle Fahnenträger der burkinischen Mannschaften bei den Eröffnungs- (EF) und Abschlussfeiern (AF) Olympischer Spiele auf.

## Liste der Fahnenträger
| Mannschaft             | Veranstaltung | Fahnenträger (EF)    | Fahnenträger (AF)    |
| ---------------------- | ------------- | -------------------- | -------------------- |
| 1972 in München        | Sommerspiele  |                      |                      |
| 1988 in Seoul          | Sommerspiele  | Sounaila Sagnon      |                      |
| 1992 in Barcelona      | Sommerspiele  | Franck Zio           |                      |
| 1996 in Atlanta        | Sommerspiele  | Franck Zio           |                      |
| 2000 in Sydney         | Sommerspiele  | Sarah Tondé          |                      |
| 2004 in Athen          | Sommerspiele  | Mamadou Ouédraogo    | Ouelogo Hanatou      |
| 2008 in Peking         | Sommerspiele  | Aïssata Soulama      | Idrissa Sanou        |
| 2012 in London         | Sommerspiele  | Séverine Nébié       | Angelika Ouedraogo   |
| 2016 in Rio de Janeiro | Sommerspiele  | Rachid Sidibé        | Angelika Ouedraogo   |
| 2020 in Tokio          | Sommerspiele  | Angelika Ouedraogo   | Volunteer            |
| 2020 in Tokio          | Sommerspiele  | Hugues Fabrice Zango | Volunteer            |
| 2024 in Paris          | Sommerspiele  | Marthe Koala         | Marthe Koala         |
| 2024 in Paris          | Sommerspiele  | Hugues Fabrice Zango | Hugues Fabrice Zango |

Anmerkung: (EF) = Eröffnungsfeier, (AF) = Abschlussfeier

## Statistik
| Rang    | Sportart       | EF | AF | ∑  |
| ------- | -------------- | -- | -- | -- |
| 1       | Leichtathletik | 7  | 3  | 10 |
| 2       | Schwimmen      | 2  | 2  | 4  |
| 3       | Judo           | 2  | 1  | 3  |
| 4       | Boxen          | 1  | 0  | 1  |
| 4       | Volunteer      | 0  | 1  | 1  |
| Gesamt: | Gesamt:        | 12 | 7  | 19 |

| Rang                   | Sportart | EF | AF | ∑ |
| ---------------------- | -------- | -- | -- | - |
| bisher keine Teilnahme |          |    |    |   |
| Gesamt:                | Gesamt:  | 0  | 0  | 0 |

| Rang    | Sportart       | EF | AF | ∑  |
| ------- | -------------- | -- | -- | -- |
| 1       | Leichtathletik | 7  | 3  | 10 |
| 2       | Schwimmen      | 2  | 2  | 4  |
| 3       | Judo           | 2  | 1  | 3  |
| 4       | Boxen          | 1  | 0  | 1  |
| 4       | Volunteer      | 0  | 1  | 1  |
| Gesamt: | Gesamt:        | 12 | 7  | 19 |